# Моріс Ешлі
Моріс Ешлі (англ. Maurice Ashley; нар. 6 березня 1966, Сент-Ендрю) — ямайсько-американський шаховий гросмейстер, автор і коментатор. У 1999 році він отримав звання гросмейстера (GM), ставши першим темношкірим шахістом, якому це вдалося.
Ешлі добре відомий як коментатор гучних шахових подій. Він також багато років викладав шахи. 13 квітня 2016 року Ешлі був включений до Зали шахової слави США.

## Раннє життя
Ешлі народилася в Сент-Ендрю, Ямайка. Він відвідував школу Wolmer's Boys School на Ямайці, а потім переїхав до Сполучених Штатів, коли йому було 12 років.
Він навчався у Бруклінській технічній середній школі, після чого закінчив Сіті-Коледж Нью-Йорка (CCNY) зі ступенем бакалавра творчого письма. Перебуваючи в коледжі, він представляв заклад у міжвузівських командних змаганнях.
Ешлі сказав, що відкрив шахи на Ямайці, де його брат грав у шахи зі своїми друзями. Він серйозніше ставився до шахів у середній школі, де виріс у Браунсвіллі, Бруклін, і грав у парках і клубах Нью-Йорка.
Завжди пропагуючи шахи серед молоді, Ешлі тренував Raging Rooks of Harlem і Dark Knights (також з Гарлему), обидва з яких вигравали національні чемпіонати під його керівництвом.

## Кар'єра

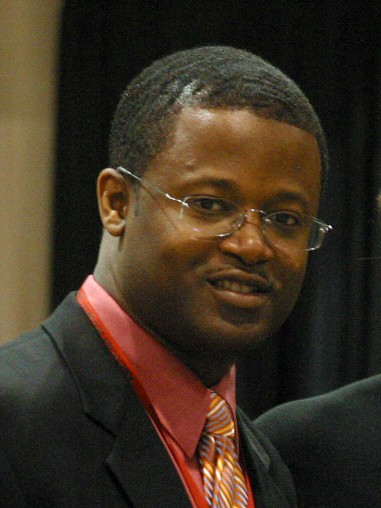
Моріс Ешлі у 2005 році

14 березня 1999 року Ешлі переміг Адріана Негулеску, щоб виконати вимоги до звання гросмейстера. Це зробило його першим чорним шаховим гросмейстером.
У вересні 1999 року Ешлі заснував Гарлемський шаховий центр, який залучав таких знаменитостей, як Ларрі Джонсон та Вінтон Марсаліс.
Разом із гросмейстеркою Сьюзен Полгар, Ешлі був визнаний гросмейстером року 2003 року Федерацією шахів США.
У 2003 році Ешлі написав есе «The End of the Draw Offer?», що викликало дискусію про способи уникнути швидких узгоджених нічиїх на шахових турнірах.
У 2005 році він написав книгу «Chess for Success», розповідаючи про свій досвід і позитивні сторони шахів. Він був головним організатором HB Global Chess Challenge 2005 року, отримавши найбільший грошовий приз в історії за відкритий шаховий турнір.
У 2007 році Ешлі повернувся в країну свого народження, Ямайку, і став першим гроссмейстером, який коли-небудь брав участь у турнірі там. зігравши на Frederick Cameron Open. Ешлі програв в останньому раунді національному майстру з Ямайки Джомо Піттерсону.
Починаючи з осені 2012 року Ешлі працював у MIT Media Lab ,а з 2013 по 2015 рік Моріс також був співробітником Центру Беркмана Гарвардського університету
У 2013 році Ешлі оголосив, що планує відкритий шаховий турнір з найвищими ставками в історії Millionaire Chess Open. Його перший розіграв відбулося 9–13 жовтня 2014 року в Лас-Вегасі.
13 квітня 2016 року Ешлі був введений до Зали шахової слави США разом із шаховим гросмейстером Гатою Камським.

### Коментатор

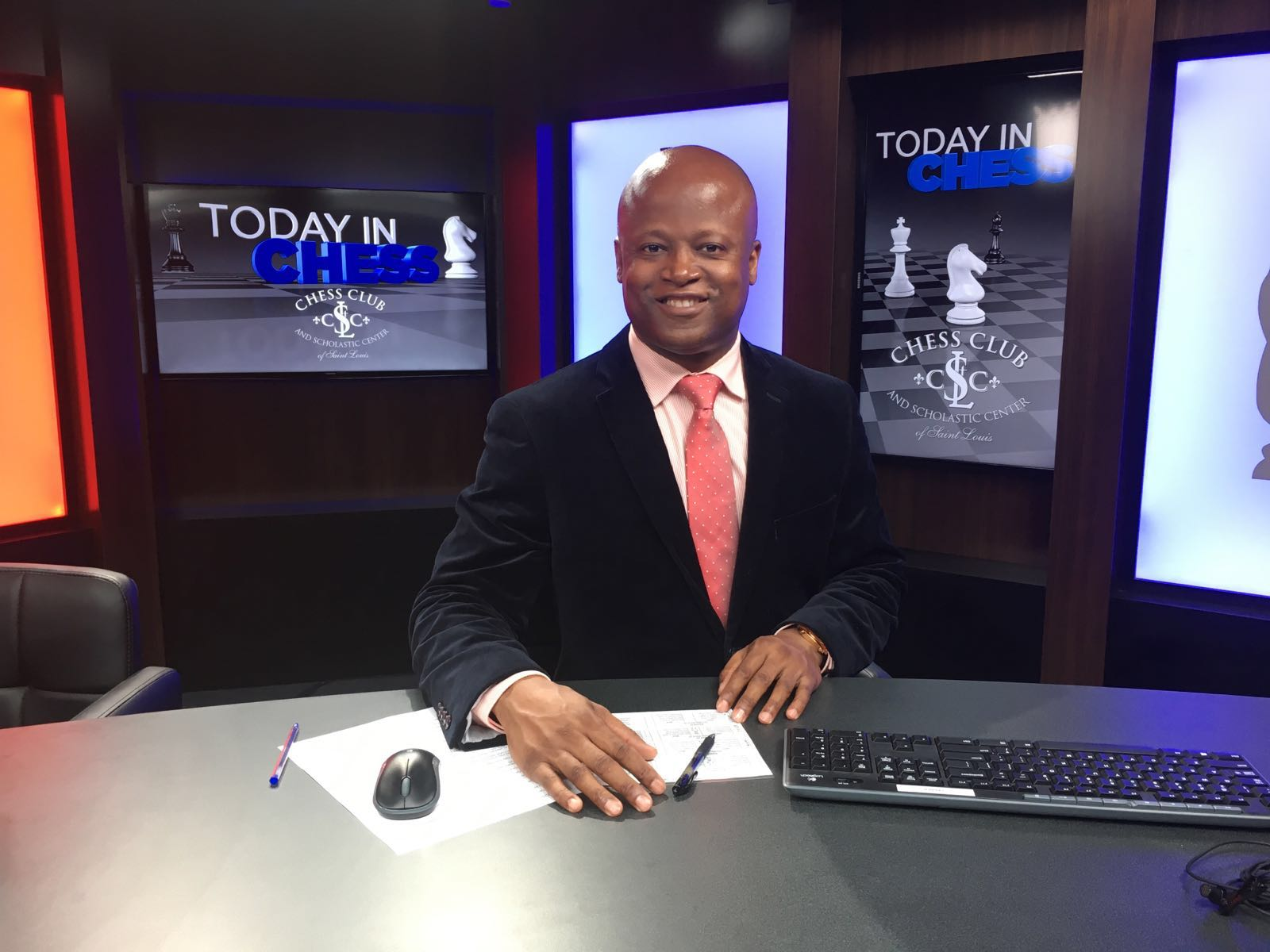
Ешлі під час програми «Today in Chess».

Ешлі працював шаховим коментатором, висвітлюючи багато подій, включаючи події Grand Chess Tour. Він був одним із коментаторів двох матчів між чемпіоном світу Гаррі Каспаровим та Deep Blue з IBM, які відбулися у 1996 та 1997 роках. Він прокоментував протистояння Каспарова в рамках чемпіонату світу 1995 року проти Вішванатана Ананда . У 2003 році Ешлі вів трансляцію матчу Каспарова проти X3D Fritz на ESPN. Він також був коментатором Кубка Сінкфілда 2013—2019 років, кількох чемпіонатів США з шахів та багатьох інших шахових змагань.

## Особисте життя
У 1993 році Ешлі одружився з Мішель Ешлі-Джонсон. Наступного року у них народилася дочка Нія. У 2002 році у них народився син Джейден. Пара розлучилася в 2014 році.
Сестра Моріса — колишня чемпіонка світу з боксу Алісія Ешлі, а його брат — колишній чемпіон світу з кікбоксингу Девон Ешлі.

## Твори та публікації

### Монографії
- Ashley, Maurice. «The End of the Draw Offer? [Архівовано 7 грудня 2021 у Wayback Machine.]» The 65th Square.
- Ashley, Maurice. Chess for Success: Using an Old Game to Build New Strengths in Children and Teens. New York: Broadway Books, 2005. ISBN 978-0-767-91568-7 OCLC 56793604
- Ashley, Maurice, and Graham Burgess. The Most Valuable Skills in Chess. London: Gambit, 2009. ISBN 978-1-904-60087-9 OCLC 907184357
- Ashley, Maurice. «Ferguson and The Chess Game of Life. [Архівовано 7 грудня 2021 у Wayback Machine.]» Jet. October 15, 2015.

### Мультимедіа
- Ashley, Maurice. Maurice Ashley Teaches Chess For Beginning and Intermediate Players. Torrance, CA: Davidson & Associates, 1997. Electronic resource. ISBN 978-0-671-31579-5 OCLC 39350977
- «Maurice Ashley: Chess Grandmaster.» Gates, Jr. Henry Louis. America Beyond the Color Line: Ebony Towers. New York, N.Y.: Films Media Group, 2009. Starts at 2:19. OCLC 695008134OCLC 695008134
- Ashley, Maurice. Working backward to solve problems. [Архівовано 9 грудня 2021 у Wayback Machine.] TEDYouth 2012.
- Ashley, Maurice and Mobile MATCH, LLC. Learn Chess! with Maurice Ashley. [Архівовано 3 березня 2016 у Wayback Machine.] Mobile phone app. 2012.
- Ashley, Maurice. Demetrious Johnson Charitable Foundation Lecture with GM Maurice Ashley: Chess for Football Players. [Архівовано 9 грудня 2021 у Wayback Machine.] Chess Club and Scholastic Center of Saint Louis. August 13, 2014.
- Ashley, Maurice. «Grandmaster Maurice Ashley plays trash talking guy in Washington Square Park. [Архівовано 7 грудня 2021 у Wayback Machine.]» Outtake. The Tim Ferriss Experiment. February 16, 2016. The video went viral and has 1.4 million views on Maurice's YouTube channel.
- Ashley, Maurice. «Maurice Ashley 2016 US Chess Hall of Fame Induction Ceremony. [Архівовано 7 грудня 2021 у Wayback Machine.]»